# Ультрамен
Ультрамен (англ. Ultraman) — персонаж коміксів американського видавництва DC Comics. Він є «лихим» альтернативним Суперменом та лідером Злочинного синдикату. Ультрамен уперше з'явився у коміксі Justice League of America #29 (серпень 1964).
Ультрамена втілювали в проєктах з живими акторами Том Веллінґ у телевізійному серіалі «Таємниці Смолвіля» та Девід Коренсвет у фільмі «Супермен» (2025).

## Історія публікації
Після того як DC Comics створила Землю-Один із героями Срібної доби та Землю-Два із героями Золотої доби, видавці вирішили піти далі й розширити всесвіт новими тематичними світами. Першою стала Земля-Три — своєрідне дзеркало, де замість героїв діють їхні злі двійники, а злочинці, навпаки, стають героями. Саме там Ультрамен, за сюжетом, гине під час «Кризи на нескінченних Землях», коли антиматерійна хвиля стирає Землю-Три. Попри це, персонаж знову з’являється у коміксах Animal Man та Infinite Crisis.
У графічному романі Ґранта Моррісона JLA: Earth 2 образ Ультрамена змінюється — тепер він живе в антиматеріальному всесвіті. А у фіналі серії Final Crisis його остаточно вбивають.
Згодом він знову фігурує у подіях Infinite Crisis та Convergence.
Коли розпочався масштабний перезапуск The New 52, персонажа повернули в оновленому вигляді, разом зі свіжою версією Землі-Три.
Пізніше, після ще одного глобального перезапуску мультивсесвіту внаслідок Dark Nights: Death Metal, з’явилася чергова нова Земля-Три — і Ультрамен знову став її частиною.

## Сили й здібності
Ультрамен володіє тими самими суперздібностями, що й Супермен. Втім, у різних версіях історій його по-різному зображали: інколи він слабшав під дією жовтого сонячного світла, а інколи, навпаки, отримував силу від зеленого чи синього криптоніту. У коміксах Срібної доби зелений криптоніт навіть дарував йому додаткові здібності, зокрема здатність бачити інші всесвіти.
Під час одного з конфліктів Супермен відзначив, що жага Ультрамена знищувати ворогів насправді робить його слабшим. Адже він убивав нових суперлюдей ще до того, як ті встигали розкрити власний потенціал. Натомість Супермен, залишаючи противників живими, змушений був постійно вдосконалювати свої бойові навички, щоб упоратися з ворогами, які поступово відкривали нові сили. Тому, як пояснює Супермен, різниця між ними полягає в досвіді: він справді тренувався і ріс у боях, тоді як Ультрамен лише «сидить на купі черепів і називає себе сильним», не маючи жодних умінь, крім грубої фізичної сили.

## Інші версії
У лінійці The New 52 з'являється альтернативний варіант Ультрамена з Землі-43 — вампір. Цей персонаж входить до складу команди під назвою Кривава ліга.

## Поза коміксами

### Телебачення
- Ультрамен з’являється в епізоді «The World’s Greatest Super Friends» під назвою «Universe of Evil», де його озвучив Денні Дарк. Персонаж має ім’я Кал-Ал і походить із Землі-Три, куди був відправлений із криптоніту тієї реальності. Потрапивши на Землю, він продовжував набирати силу, доки не подорослішав, після чого взяв ім’я Ультрамен, розпочав шлях руйнувань і згодом заснував організацію Супервороги.
- У десятому сезоні серіалу «Таємниці Смолвіля» Ультрамена зіграв Том Веллінґ. Тут він відомий як Кларк Лютор і походить із Землі-Два, де малюка Кал-Ела знайшов і виховав не Джонатан та Марта Кенти, а Лайонел Лютор. Вирісши, він став убивцею, на ім'я Ультрамен. У цій версії персонаж вразливий до всіх різновидів криптоніту та має шрам у формі латинської літери «L» на правій руці після того, як його прийомний брат Лекс Лютор атакував його золотим криптонітом.

### Фільми
- Ультрамен з’являється у мультфільмі «Ліга справедливості: Криза на двох Землях», де його озвучив Браян Блум[6]. У цій версії він є лідером Злочинного синдикату та вразливий до синього криптоніту.
- Персонаж також фігурує у «Ліга справедливості: Криза на нескінченних Землях», де його озвучив Метт Лантер[7][6].
- У фільмі «Супермен» роль Ультрамена виконав Девід Коренсвет[8]. Тут він зображений як клон Супермена, створений Лексом Лютором. Сам Лютор описує його як не надто розумного, адже Ультрамен цілковито покладається на вказівки команди Люторових помічників у протистоянні з Суперменом.

### Відеоігри
- Ультрамен з’являється як бос у грі DC Universe Online у складі DLC «Earth-3».
- Також він є ігровим персонажем у Lego DC Super-Villains, де його озвучив Нолан Норт[9]. Після зникнення Ліги справедливості він разом зі Злочинним синдикатом видає себе за Синдикат справедливості. Сам Ультрамен бере псевдонім Кент Кларксон — новий «замінник» Кларка Кента у Daily Planet, поширюючи дезінформацію.